# Dionisio Augustine
Dionisio Augustine, född 16 juni 1992, är en mikronesisk simmare.
Augustine tävlade för Mikronesiska federationen vid olympiska sommarspelen 2016 i Rio de Janeiro, där han blev utslagen i försöksheatet på 50 meter frisim.